# Détournement d'un avion au Népal en 1973
Le détournement d'avion au Népal en 1973 (également connu sous le nom de détournement de l'avion de Biratnagar) est le premier détournement d'avion de l'histoire du Népal. Girija Prasad Koirala avait planifié ce détournement pour voler l'argent que la Nepal Rastra Bank faisait transporter de Biratnagar à Katmandou.
Le motif principal de cet incident était de rassembler des fonds pour une révolution armée visant à restaurer la démocratie multipartite en renversant le système de Panchayat sans parti dirigé par le roi du Népal, Mahendra du Népal.

## Aéronef
L'avion était un DHC-6 Twin Otter (immatriculation : 9N-ABB) et a été livré à Royal Nepal Airlines en 1971. L'avion subira deux autres incidents tels qu'une sortie de piste le 5 juillet 1992 à cause d'une perte de contrôle directionnel durant le décollage de l'aéroport de Jumla pour un vol à destination de Surkhet. Personne n'a été blessé. Aussi, le 16 février 2014, le DHC-6 Twin Otter qui devait relier Pokhara à Jumla s'écrasa sur une colline près de Dhikura, au Népal. Aucun survivant ne sera à déplorer et l'avion sera désintégrer.

## Pirates de l'air
Girija Prasad Koirala a été le principal architecte de ce détournement. Il souhaitait une lutte armée pour la démocratie au Népal, mais ne disposait pas de fonds suffisants. Il s'est coordonné avec un autre combattant démocratique, Durga Subedi. Subedi venait d'être libéré de prison, où il avait lu des articles sur le détournement du vol 351 de Japan Airlines. Il a eu l'idée de détourner un avion pour collecter les fonds en effectuant un détournement similaire. Ils ont été informés par Madan Aryal qui travaillait à la Nepal Rastra Bank à Biratnagar et savait que la banque transportait des devises indiennes par avion via Biratnagar. Nagendra Dhungel et Basanta Bhattarai ont rejoint l'équipe pour détourner l'avion.

## Passagers et équipage
Trois membres d'équipage et 19 passagers, dont l'actrice Mala Sinha, se trouvaient à bord du vol.

## Détournement
Le 10 juin 1973, la Nepal Rastra Bank a prévu de transporter des roupies indiennes d'Arrariya, en Inde, à Katmandou via Biratnagar. Les roupies ont été transportées à Biratnagar par voie terrestre et devaient ensuite être acheminées à Katmandou par voie aérienne. À 8:30 NPT, l'avion de 19 places Twin Otter de Royal Nepal Airlines a décollé de Biratnagar pour Katmandou. Les trois pirates de l'air ont détourné l'avion cinq minutes après le décollage. Ils ont forcé le pilote à faire atterrir l'avion à Forbesganj, Bihar, dans un champ d'herbe et ont pris 3 millions de roupies indiennes appartenant au gouvernement népalais.
Les pirates de l'air qui sont montés à bord de l'avion sont Basanta Bhattarai, Durga Subedi et Nagendra Prasad Dhungel. Girija Prasad Koirala et Chakra Prasad Bastola ont participé au transport du butin jusqu'à Darjeeling. Ils l'ont caché dans la maison de B. L. Sharma, une connaissance de Bishweshwar Prasad Koirala. Ganesh Sharma, un ressortissant indien, est arrivé en jeep sur le site d'atterrissage. Les autres membres impliqués qui se trouvaient sur le terrain à Forbesganj étaient Binod Aryal, Sushil Koirala, Manahari Baral, Rajendra Dahal et Biru Lama. Trois véhicules différents ont été utilisés pour transporter les trois caisses d'argent à Darjeeling.

## Armes utilisées
Les pistolets utilisés étaient illégaux et n'avaient pas de licence. Deux revolvers 32 et une bombe 36 ont été utilisés.

## Conséquences
L'avion a décollé immédiatement avec les passagers après que les caisses d'argent ont été retirées. Les pirates de l'air se sont d'abord rendus à Darjeeling, puis à Bénarès et enfin à Bombay. Les pirates de l'air se rendaient occasionnellement à New Delhi pour rencontrer BP Koirala, alors président du Congrès népalais. Cependant, en l'espace d'un an, tous les pirates de l'air ont été arrêtés en Inde, à l'exception de Nagendra Dhungel. Après la fin de l'état d'urgence en Inde en 1975, ils ont été libérés sous caution.
Le DH-6 a ensuite été utilisé pour les vols népalais pendant 41 ans, jusqu'à ce qu'il soit détruit lors du crash du vol 183 de Nepal Airlines en 2014. Les pièces de l'avion ont été ramenées à Nepalganj et ont été reconstituées. Elles sont actuellement exposées au musée BP de Sundarijal, à Katmandou.
En 2017, un documentaire politique et historique sur cet incident, intitulé Hijacking for Democracy, a été projeté à l'Office du tourisme du Népal à Bhrikutimandap, Katmandou.

## Controverses
Il a été allégué que l'argent, censé être utilisé dans la lutte pour la démocratie, a été détourné. BP Koirala lui-même soupçonnait que l'argent avait été détourné.